# Zamacra rjabovi
Zamacra rjabovi är en fjärilsart som beskrevs av Eugen Wehrli 1936. Zamacra rjabovi ingår i släktet Zamacra och familjen mätare. Inga underarter finns listade i Catalogue of Life.